# La amargura del general Yen
La amargura del general Yen (en inglés: The Bitter Tea of General Yen) es una película de guerra dramática pre-code estadounidense de 1933 dirigida por Frank Capra y protagonizada por Barbara Stanwyck, Nils Asther y Walter Connolly. Basada en la novela The Bitter Tea of General Yen de Grace Zaring Stone de 1930, la película trata sobre una misionera estadounidense en Shanghái durante la guerra civil china que se ve atrapada en una batalla mientras intenta salvar a un grupo de huérfanos. Al quedar inconsciente, es salvada por un señor de la guerra, un general chino que la lleva a su palacio. Cuando el general se enamora de la joven ingenua, ella lucha contra su atracción por el poderoso general y se resiste a su coqueteo, pero permanece a su lado cuando su fortuna cambia.
La amargura del general Yen fue la primera película que se proyectó en el Radio City Music Hall en su estreno el 6 de enero de 1933. También fue una de las primeras películas en tratar abiertamente una atracción sexual interracial. La película fue un fracaso de taquilla tras su estreno y desde entonces ha sido eclipsada por los esfuerzos posteriores de Capra. En los últimos años, la película ha crecido en la opinión crítica. En 2000, la película fue elegida por el crítico de cine Derek Malcolm como una de las cien mejores películas de The Century of Films, y aparece entre las obras seleccionadas del libro 1001 películas que hay que ver antes de morir.

## Sinopsis
A finales de la década de 1920 en Shanghái, durante la guerra civil china, mientras multitudes de refugiados huyen de la ciudad azotada por las lluvias, un par de misioneros cristianos ancianos reciben a los invitados en su casa para la boda del doctor Robert Strike, un compañero misionero, y Megan Davis, su novia de la infancia, a quien no ha visto en tres años. Algunos de los misioneros tienen una visión cínica del pueblo chino al que han venido a salvar. Poco después de la llegada de Megan, su prometido Bob entra apresuradamente y pospone la boda para poder rescatar a un grupo de huérfanos que están en peligro por la guerra civil que se está extendiendo. Megan insiste en acompañarlo en su misión.
En el camino se detienen en la sede del general Yen, un poderoso señor de la guerra chino que controla la región de Shanghái. Mientras Megan espera en el coche, Bob le ruega al general que le dé un pase seguro para poder salvar a los huérfanos. Despreciando el celo misionero de Bob, el general Yen le entrega un papel sin valor que describe la estupidez de Bob. Bob y Megan llegan sanos y salvos al orfanato de St. Andrews, pero el pase solo hace reír a los soldados y roban su auto cuando intentan irse con los niños. Los misioneros y los niños finalmente llegan a la estación de tren, pero en el caos, Bob y Megan quedan inconscientes y se separan.
Algún tiempo después, Megan recupera la conciencia en el tren de tropas privado del general Yen, asistido por su concubina, Mah-Li. Cuando llegan al palacio de verano del general, son recibidos por un hombre, Jones, el asesor financiero estadounidense de Yen, quien le dice que ha logrado recaudar seis millones de dólares, escondidos en un vagón cercano, para el cofre de guerra del general Yen. Megan está consternada por la brutalidad de las ejecuciones llevadas a cabo fuera de su ventana. Fascinado y atraído por la hermosa joven misionera, el general hace que sus hombres muevan las ejecuciones fuera del alcance de ella y le asegura que la enviará de regreso a Shanghái tan pronto como sea seguro.
Una noche, Megan se queda dormida y tiene un inquietante sueño erótico sobre el general que viene a rescatarla y la besa apasionadamente. Poco después, acepta la invitación a cenar del general. Mientras cenan, el general se entera de que su concubina Mah-Li lo ha traicionado con el capitán Li, uno de sus soldados. Más tarde, después de que el general Yen arresta a Mah-Li por ser una espía, Megan intenta intervenir, apelando a su mejor naturaleza. El general la desafía a demostrar sus ideales cristianos renunciando a su propia vida si Mah-Li vuelve a demostrar su infidelidad. Megan acepta ingenuamente y termina sin saberlo ayudando a Mah-Li a traicionar al general al pasar información a sus enemigos sobre la ubicación de su fortuna oculta.
Con la información proporcionada por Mah-Li, los enemigos del general le roban su fortuna, dejándolo arruinado financieramente y abandonado por sus soldados y sirvientes. El general Yen no puede quitarle la vida a Megan, ya que es demasiado preciosa para él. Cuando ella sale de su habitación llorando, él se prepara una taza de té envenenado. Megan regresa, vestida con las elegantes prendas chinas que le dio, atendiéndolo con la dulzura de una concubina. Cuando ella dice que nunca podría dejarlo, él solo sonríe y luego bebe el té envenenado.
Algún tiempo después, Megan y Jones están en un barco que se dirige de regreso a Shanghái. Mientras habla de la belleza y la tragedia de la vida del general, Jones consuela a Megan diciéndole que un día volverá a estar con él en otra vida.

## Reparto
- Barbara Stanwyck como Megan Davis;
- Nils Asther como el general Yen;
- Walter Connolly como Jones;
- Toshia Mori como Mah-Li;
- Gavin Gordon como el doctor Robert Strike;
- Lucien Littlefield como el señor Jackson;
- Richard Loo como el capitán Li;
- Helen Jerome Eddy como la señorita Reed;
- Emmett Corrigan como el obispo Harkness;
- Clara Blandick como la señora Jackson (sin acreditar);
- Ella Hall como la señora Amelia Hansen (sin acreditar);

## Producción
La película está basada en la novela homónima de 1930 de Grace Zaring Stone. Stone escribió el libro mientras vivía en China con su esposo, el capitán Ellis Stone, quien comandaba el USS Isabel mientras patrullaba el río Yangtsé. La novela no trata de un romance entre Megan y el general Yen, sino más bien se refiere a una competencia filosófica entre la cosmovisión judeocristiana de Megan y la filosofía «elegante, educada, sabia y poco sentimental» de Yen. Megan, en la novela, afirma que quiere entender a Yen. Pero cuando Megan le suplica a Yen que perdone a Mah-Li y salve su alma, Yen acusa a Megan de querer cambiarlo (no entenderlo). El guionista Edward Paramore abandonó la naturaleza filosófica de la exitosa novela y la reemplazó con un cuento sobre una mujer blanca protegida que sucumbe a la naturaleza salvaje y sensual de un asiático exótico.
El director Frank Capra le informó sin rodeos al director de Columbia Pictures, Harry Cohn, que quería ganar una nominación al Óscar. Cohn le dijo que sólo se nominaban películas «artísticas». Capra buscó una novela que se ajustara al género y eligió The Bitter Tea of General Yen de Stone.
Es una de las pocas películas de Capra que utiliza trucos fotográficos y un estilo de director bien marcado. Capra hizo rodar la película con una media de seda sobre la lente para darle a la imagen un aspecto romántico y difuso. Cuando se necesitaba una imagen más clara de un individuo, se usaba un cigarrillo para quemar un agujero en la media. A diferencia de la mayoría de las películas de Capra, contiene secuencias de sueños surrealistas y una escena notable (por ser tan inusual para Capra) en la que se usa una impresora óptica para superponer imágenes de disturbios sobre el rostro de Megan para hacer que su confusión emocional parezca más palpable.
Capra creía que La amargura del general Yen era una «película de mujeres». Pidió a 65 taquígrafos en el estudio que votaran por su actor favorito y, por un margen de tres a uno, eligieron a Nils Asther como protagonista de la película. Para el papel de Megan Davis, Capra eligió a Barbara Stanwyck. Capra la consideraba una actriz destacada, y La amargura del general Yen fue la cuarta película que hicieron juntos. Capra también eligió a Stanwyck, dice, porque él creía que ella necesitaba ser glamorosa después de haber interpretado a personajes sin un centavo o desaliñados en todas sus películas anteriores. Por otro lado, también se negó a que Stanwyck ensayara con antelación. Después de haber trabajado con ella, creía que ofrecía una mejor interpretación en la primera toma. Por lo tanto, Capra ensayó con el elenco por un lado, y luego hacía que Stanwyck interviniera en su escena con ellos ante la cámara. El vestuario de Stanwyck fue diseñado por Robert Kalloch y Edward Stevenson.
Con un presupuesto de $1 millón, la película tenía uno de los presupuestos más pequeños con los que Capra había trabajado.

## Recepción
En sus memorias, Capra recuerda que «fue elegida como la película para inaugurar el Radio City Music Hall». Estaba programada para una ejecución de dos semanas, pero el teatro lo retiró después de ocho días y $80 000 en ingresos brutos, a pesar de la certeza de una pérdida en su tarifa de alquiler.
Stanwyck culpó de su mala actuación en taquilla a la reacción racista del momento. El mestizaje, que pronto se convertiría en un tema tabú en Hollywood, se vuelve apetecible y atractivo como resultado natural de las pasiones moldeadas por tiempos tumultuosos.
El crítico del New York Times, Mordaunt Hall, dijo que era «un asunto magníficamente montado con representaciones notablemente buenas de Nils Asther y Walter Connolly [...] Es una historia que es poco plausible pero que tiene la gracia salvadora de ser bastante entretenida.» Según la revista Time, «Stanwyck es satisfactoria [...] pero el miembro femenino más notable del elenco es Toshia Mori, una chica japonesa de ojos endrinos.»
Tras su lanzamiento, la British Board of Censors requirió recortes antes de aprobar la película. Cuando Columbia Pictures intentó reeditar la película en 1950, la Production Code Administration insistió en que sus caracterizaciones de estadounidenses y chinos y una escena en la que la heroína se ofrecía al general eran «muy cuestionables» y la película no se volvió a estrenar.
La película ha planteado diferentes puntos en los últimos años. Kevin Lee, escribiendo en Senses of Cinema, señala que con los cambios en las convenciones raciales y sexuales, los estudiosos del cine se han opuesto a su orientalismo y a que los actores blancos interpreten personajes asiáticos. Lee acepta estas objeciones pero argumenta que para «aquellos que están dispuestos a ir más allá de estas reacciones superficiales, lo que queda es una película que teje una elaborada red de percepciones culturales, valores sociales y religiosos y deseos sexuales en competencia.» Lo que Lee encuentra de los valores es que la película «corre el riesgo de ser ofensiva por construir un diálogo, uno plagado de tantos peligros en los ámbitos de la política, la religión, las culturas y el sexo, que no valdría la pena si no fuera necesario.»